# Formica conica
Formica conica är en myrart som beskrevs av Fabricius 1798. Formica conica ingår i släktet Formica och familjen myror. Inga underarter finns listade i Catalogue of Life.